# 九門県
九門県（きゅうもん-けん）は中華人民共和国河北省にかつて存在した県。現在の石家荘市藁城区北西部に位置する。
前漢により設置された。南北朝時代、北斉により廃止されたが、586年（開皇6年）に隋朝により再設置されている。973年（開宝6年）、宋朝により廃止された。